# Odostomia fia
Odostomia fia är en snäckart som beskrevs av Bartsch 1927. Odostomia fia ingår i släktet Odostomia och familjen Pyramidellidae. Inga underarter finns listade i Catalogue of Life.